# Once (이수영의 음반)
《Once》는 이수영의 첫 번째 미니 음반이다.
기존 소속사와의 갈등으로 소속사없이 공백기를 보냈던 이수영은 모든 걸 잃을 것 같았던 시간들을 지나 다시 신인 때의 초심으로 돌아가고자 하는 마음으로 앨범 제목을 어게인(again) 혹은 모어(more)를 생략한 Once로 지었다. 이는 그 당시로부터 1년전 대한민국에서 인기를 끌었던 영화 원스와도 같은 제목이기도 하다. 그동안의 음악은 크로스오버적인 발라드의 느낌이 강했기에, 이 앨범에서 첫 정통 발라드에 도전하였다고 한다.

## 수록곡
1. 이런 여자
2. 첫사랑 그 아이
3. 추억, 안녕
4. 너를 위하여
5. 이런 여자 (CD Only, Instrumental)
6. 첫사랑 그 아이 (CD Only, Instrumental)
7. 추억, 안녕 (CD Only, Instrumental)